# Османский жестовый язык

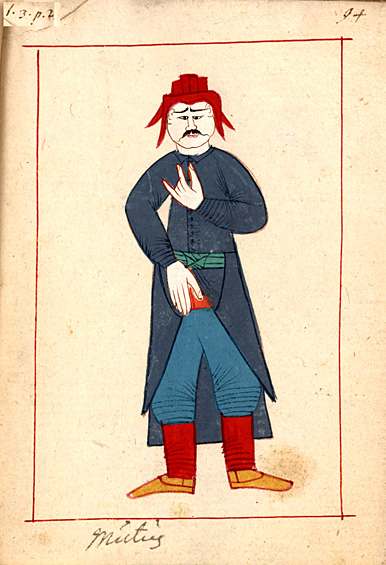
Османский глухой (1657)

Османский жестовый язык — жестовый язык, который использовался в османском дворце в Стамбуле с XV по XVIII век. Жестовый язык называли ixarette, от османского ișaret («знак»).
После завоевания Константинополя султан Мехмед II ввёл правила пребывания во дворце. Султану они предписывали тишину и уединение: предполагалось, что правитель лишь изредка показывается на публике и почти всё время проводит в своих покоях во внутреннем дворе дворца Топкапы. Только самые высокопоставленные гости получали право встретиться с султаном во дворце в обстановке безмолвия, нарушаемого лишь шумом фонтана.
Когда соблюдение тишины имеет важное церемониальное значение, неспособность к устной речи оказывается благоприятной чертой для слуг. Обычай держать при дворе людей с особенностями развития, чаще всего карликов, в качестве шутов был распространён по всему миру, однако в Османской империи немые имели обязанности скрытных слуг, охранников, палачей, курьеров, по некоторым данным — и наёмных убийц. С помощью навыка чтения по губам безмолвные слуги могли узнавать, о чём разговаривают посетители дворца, а их неспособность устно разговаривать гарантировала, что они не выдадут конфиденциальную информацию за пределы дворца, потому они могли присутствовать даже на секретных собраниях. «Дворцовые немые» (по-османски dilsiz, буквально «безъязыкие») упоминаются в отчётах о платежах и обмундировании уже в 1470-х годах во времена правления султана Мехмеда II, хотя некоторые историки предполагают, что немые появились при дворе ещё раньше, при султане Баязиде I (1389—1402). Известно, что в качестве немых должности при дворе получали как глухие с рождения люди, так и те, кому ампутировали язык.
Во дворце оказалось большое количество слуг, неспособных к устной речи. В частности, до 1580-х годов их количество оценивается в 15-20 человек; затем общая численность персонала дворца возросла с 7000 до 11000 человек, увеличилось и число «дворцовых немых». В 1600 году британский строитель органов Томас Даллам, доставив в подарок султану Мехмеду III музыкальный инструмент от королевы Елизаветы I, наблюдал при дворе около сотни слуг, лишённых способности разговаривать вслух. Сложившиеся условия способствовали зарождению беззвучной коммуникации.
Во времена правления султана Сулеймана I (1520—1566) глухие уже пользовались некоторой жестовой системой. Немецкий историк и востоковед Йоханес Леунклавиус бывал в Стамбуле около 1583 года и описывал людей, которые могли «открывать свой ум с помощью определённых знаков и, в свою очередь, понимать вещи, обозначенные жестами и знаками». В конце XVI — начале XVII века жестовая система коммуникации развивалась, приобретая всё более важную роль во дворце султана. Возможно, жестовый язык стал использоваться чаще в связи с тем, что султаны в это время избегали участия в военных походах и проводили больше времени со своими придворными. Способность слуг обмениваться жестами отмечал в 1600 году строитель органов Томас Даллам. Дипломат Оттавиано Бон писал в 1608 году, что султан Ахмед I проводит много времени со своими неслышащими слугами, способными обмениваться любой информацией с помощью системы знаков, которые правитель отлично понимает. Осман II (1618—1622), вероятно, стал первым султаном, который освоил жестовый язык и принудил к тому же своих пажей и евнухов. В дальнейшем язык жестов изучали дети султана и его приближённые. Освоение жестового языка позволяло султану отдавать тайные распоряжения своим помощникам. Во второй половине XVII века британский дипломат сэр Пол Райкот отмечал, что жестовый язык очень популярен при дворе султана. Французский учёный Жозеф Питтон де Турнефор оставил комментарий о том, что жестовый язык слуг правителя имеет дневную и ночную формы, и последняя подразумевает взаимодействие с помощью прикосновений к различным частям тела собеседника.
На территории дворца работала школа, где старшее поколение слуг обучало жестовому языку новичков.
Последние сведения об использовании жестовой системы относятся к началу XX века, сохранилась фотография двух глухих служителей у Высокой Порты.
Достоверно неизвестно, была ли используемая жестовая система полноценным языком. Сэр Пол Райкот предполагал, что с его помощью можно рассуждать и полностью выражать свои мысли, в том числе пересказывать исламские истории и сюжеты, поучения из Корана и вообще всё, что может высказано с помощью языка. Подобным образом характеризуют жестовую систему и другие путешественники, посещавшие дворец Топкапы в XVI—XVII веках, однако они не понимали этого языка и потому, вероятно, воспроизводили услышанное мнение о способностях жестовой системы коммуникации. Материалов, позволивших бы оценить возможности системы, не сохранилось.
Приходится ли османский жестовый язык предком турецкому жестовому языку, неизвестно.